# 共同管道

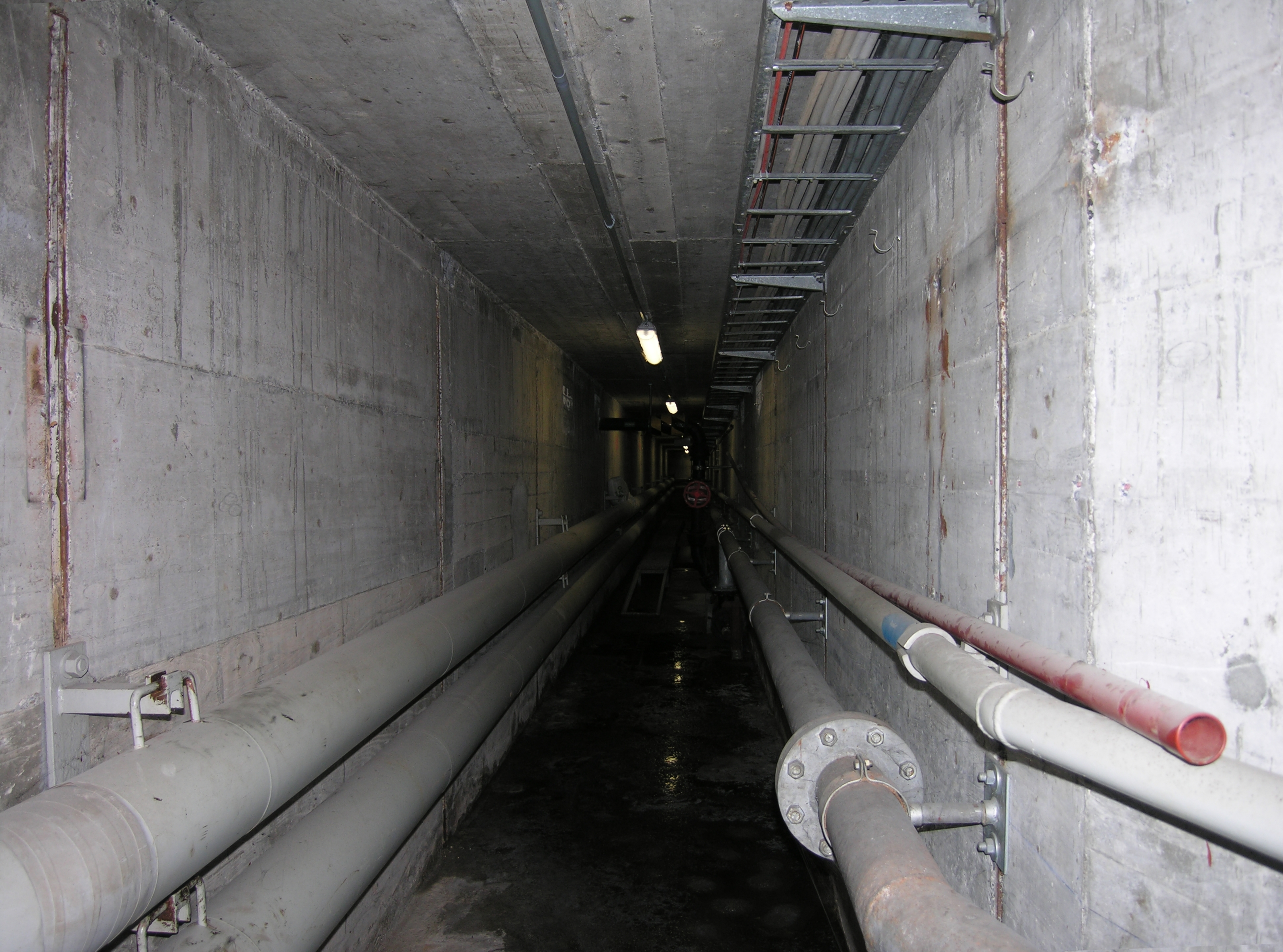
瑞士苏黎世市中心的综合管廊

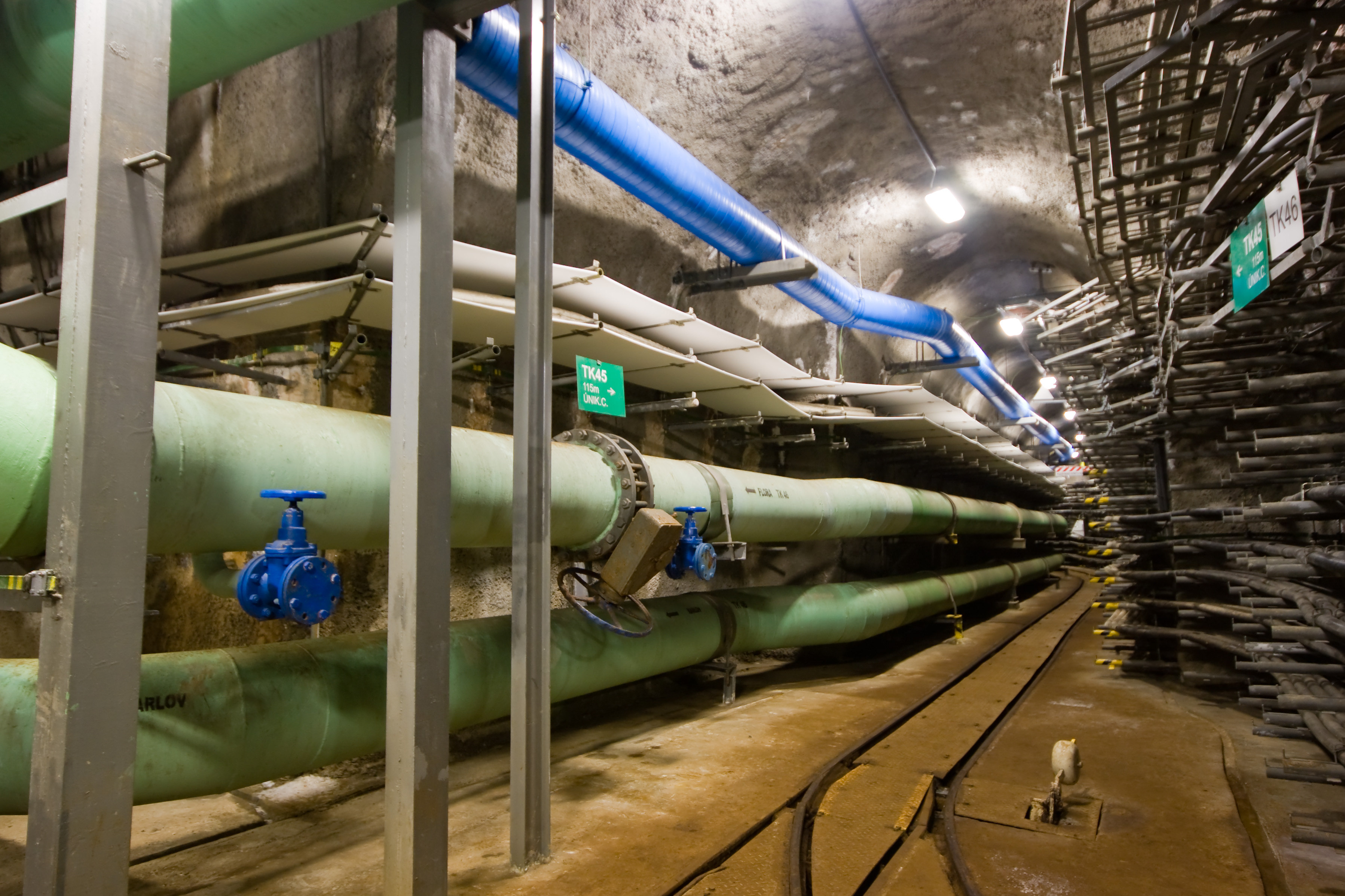
捷克布拉格的共同管道，帶有維護用的鐵軌

（日本稱共同溝；又稱共同管線、城市地下管道综合走廊或地下共同管）指的是一种容纳城市中的各类公用类管线，并留有供检修人员行走通道的城市地下隧道结构。综合管廊就是城市地下一个将原本各自单独埋设市政、电力、通讯、燃气、给排水等各种管线集中在一起的隧道，方便对这些管线实施统一的规划、设计、建设和管理。适用于城市中交通流量大、地下管线多的重要路段。

## 歷史
这种城市地下管道综合走廊发源于19世纪的欧洲。目前世界上主要发达国家的城市都在建设综合管廊。

## 各地情況

### 日本
日本於1963年在昭和三十八年法律第八十一号公佈實施《關於共同溝的整備等的特別措置法》（共同溝の整備等に関する特別措置法），其中第2條第5項定義「共同溝」為「道路管理者為容納兩種或以上的公益事業者的公益物件而在道路地下敷設的設施」（二以上の公益事業者の公益物件を収容するため道路管理者が道路の地下に設ける施設）。

### 台灣
台灣於2000年6月14日公佈實施《共同管道法》。

### 中国大陆
2019年6月13日，住房和城乡建设部印发，原有的同时废止。

### 香港
目前政府並未就此定立任何標準，更曾經否決在啟德發展區落實相關管道。
早於1991年建成的香港科技大學吳家瑋學術廊，其底部建有一條連接全部教學大樓的共同溝，為全港首幢設有同類管道的建築物。另外，屯門－赤鱲角隧道底部亦設有一條貫通整段隧道的共同溝。
而在2010年代中重啟的東涌新市鎮後期開發計劃當中，位於東涌東的朗東路與貴東路下方，正建造2條共同溝，是全港首個正式採納相關概念的新市鎮發展計劃。

## 相關
- 下水道
- 地下街
- 基础设施